# Physula migralis
Physula migralis är en fjärilsart som beskrevs av Achille Guenée 1854. Physula migralis ingår i släktet Physula och familjen nattflyn. Inga underarter finns listade i Catalogue of Life.